# Unione Sportiva Rovereto 1972-1973
Questa voce raccoglie le informazioni riguardanti l'Unione Sportiva Rovereto nelle competizioni ufficiali della stagione 1972-1973.

## Rosa
| N. |                   | Ruolo | Calciatore          |
| -- | ----------------- | ----- | ------------------- |
|    | Italia (bandiera) | A     | Mario Bardi         |
|    | Italia (bandiera) | C     | Guido Biondi        |
|    | Italia (bandiera) | D     | Werther Borelli     |
|    | Italia (bandiera) | C     | Marco Capecchi      |
|    | Italia (bandiera) | C     | Gian Paolo Chierico |
|    | Italia (bandiera) | C     | Gianni Facchinello  |
|    | Italia (bandiera) | A     | Giuseppe Fazzi      |
|    | Italia (bandiera) | C     | Luciani             |

| N. |                   | Ruolo | Calciatore          |
| -- | ----------------- | ----- | ------------------- |
|    | Italia (bandiera) | C     | Roberto Manica      |
|    | Italia (bandiera) |       | Nicolussi           |
|    | Italia (bandiera) | D     | Paolo Pini          |
|    | Italia (bandiera) | A     | Andrea Prunecchi    |
|    | Italia (bandiera) | P     | Franco Rottoli      |
|    | Italia (bandiera) | D     | Roberto Salvini     |
|    | Italia (bandiera) | D     | Francesco Taddei    |
|    | Italia (bandiera) | A     | Alessandro Veracini |